# Hugh Seely (1er baron Sherwood)
Hugh Michael Seely, 1er baron Sherwood (2 octobre 1898 - 1er avril 1970) est un homme politique libéral britannique. Il est le troisième baronnet de la famille Seely, de Sherwood Lodge, Nottinghamshire.

## Biographie
Seely fait ses études au Collège d'Eton et devient lieutenant dans les Grenadier Guards. Il est député pour Norfolk East de 1923 à 1924, shérif du Comté de Nottingham pour 1925 et député de Berwick-upon-Tweed de 1935 à 1941. Il est sous-secrétaire d'État conjoint à l'Air pendant une grande partie de la Seconde Guerre mondiale (1941-1945). En 1946, il est président du célèbre fabricant d'armes James Purdey & Sons .

## Famille
Il épouse Molly Patricia Chetwode, (née Berry), fille de William Ewart Berry, 1er vicomte Camrose, propriétaire du journal The Daily Telegraph. Il est créé baron Sherwood, de Calverton dans le comté de Nottingham le 14 août 1941. La baronnie s'éteint quand il est mort en 1970, sans enfants. Son frère Victor Seely hérite du titre de baronnet. Le fils de Victor, Nigel Edward Seely, est l'actuel 5e baronnet (né en 1923). Lord Sherwood est membre d'une famille d'hommes politiques, d'industriels et d'importants propriétaires terriens. Son arrière-grand-père Charles Seely (1803-1887), son grand-père Charles Seely (1er baronnet), son père Charles Seely (2e baronnet), et son oncle John Edward Bernard Seely, 1er baron Mottistone, sont tous députés.